# Timofej Skatov
Timofej Dmitrijevitsj Skatov (Russisch: Тимофей Дмитриевич Скатов) (Petropavl, 21 januari 2001) is een Kazachs-Russisch tennisser.

## Carrière
Skatov kwam tot in 2018 uit voor Rusland maar sindsdien voor Kazachstan. Skatov werd proftennisser in 2019 en won zijn eerste challenger in 2022, hij nam dat jaar ook deel aan de Australian Open maar verloor in de eerste ronde. Skatov was tweede opvolger op de Next Generation ATP Finals in 2022 maar speelde uiteindelijk geen wedstrijd.

## Palmares
| Legenda                       | Legenda               |
| ----------------------------- | --------------------- |
| Grand Slam                    |                       |
| Olympische Spelen             |                       |
| tot 2009                      | vanaf 2009            |
| Tennis Masters Cup            | ATP Finals            |
| ATP Masters Series            | ATP Tour Masters 1000 |
| ATP International Series Gold | ATP Tour 500          |
| ATP International Series      | ATP Tour 250          |

### Enkelspel
| Nr.                  | Datum          | Toernooi | Ondergrond | Tegenstander in finale | Score         | Details |
| -------------------- | -------------- | -------- | ---------- | ---------------------- | ------------- | ------- |
| gewonnen challengers |                |          |            |                        |               |         |
| 1.                   | 9 oktober 2022 | Parma    | Gravel     | Jozef Kovalík          | 7-5, 6-7, 6-4 |         |

## Resultaten grote toernooien
| Legenda | Legenda                          |
| ------- | -------------------------------- |
| g.t.    | geen toernooi gehouden           |
| l.c.    | lagere categorie                 |
| –       | niet deelgenomen                 |
| G       | uitgeschakeld in de groepsfase   |
| 1R      | uitgeschakeld in de eerste ronde |
| 2R      | uitgeschakeld in de tweede ronde |
| 3R      | uitgeschakeld in de derde ronde  |
| 4R      | uitgeschakeld in de vierde ronde |
| KF      | uitgeschakeld in de kwartfinale  |
| HF      | uitgeschakeld in de halve finale |
| F       | de finale verloren               |
| W       | het toernooi gewonnen            |
| w-v     | winst/verlies-balans             |

### Enkelspel
| Grandslamtoernooien |    |
| Australian Open     | 1R |
| Roland Garros       | –  |
| Wimbledon           | –  |
| US Open             | –  |
| Statistieken        |    |
| titels per jaar     | 0  |
| eindejaarsranking   |    |